# L'Esquerra pel Dret a Decidir
L'Esquerra pel Dret a Decidir és una coalició formada de cara a les eleccions al Parlament Europeu de 2014 i integrada per Esquerra Republicana de Catalunya (ERC), Nova Esquerra Catalana (NEC) i Catalunya Sí (CAT SÍ). A banda d'aquests partits polítics també donen suport a la candidatura l'associació Socialisme, Catalunya i Llibertat i l'organització juvenil Joventuts d'Esquerra Republicana de Catalunya. Els eixos fonamentals del seu programa electoral són la defensa del dret d'autodeterminació i la independència de la nació catalana, així com el foment de la justícia social i el benestar de la ciutadania.
La candidatura fou liderada pel filòsof Josep Maria Terricabras, de Catalunya Sí, seguit de l'economista Ernest Maragall, de Nova Esquerra Catalana, i el politòleg Jordi Solé, d'Esquerra Republicana de Catalunya. El representant de Socialisme, Catalunya i Llibertat és Gabriel Fernández i el de les Joventuts d'Esquerra Republicana de Catalunya Andreu Criquet. La coalició també inclou independents com Laura Castel, responsable territorial del Moviment Demòcrata Català a Tarragona, Margalida Miquel, exbatllessa de Llubí, i Teresa Sastre, presidenta de l'Associació d'Usuaris del Tren.
En aquells comicis, la candidatura obtingué dos escons. Aquest fet va determinar que Josep Maria Terricabras obtingués el càrrec d'eurodiputat. Així mateix, el líder de Nova Esquerra Catalana, Ernest Maragall, també va sortir escollit, ja que encapçalava la llista en segon lloc. Ara bé, està previst que Maragall finalitzi la legislatura a mitjan mandat, ja que aquest fou l'acord al qual van arribar les parts abans de les eleccions. En substitució de Maragall assumirà el càrrec el número tres de la llista, el militant d'ERC i batlle de Caldes de Montbui, Jordi Solé.

## Candidatura
Els primers llocs de la candidatura són els següents:
1. Josep Maria Terricabras (Catalunya Sí)
2. Ernest Maragall (Nova Esquerra Catalana)
3. Jordi Solé (ERC)
4. Elisabet Nebreda (ERC)
5. Marie Krapetz (ERC)
6. Andreu Criquet (JERC)
7. Miquel Àngel Sureda (ERIB)
8. Gabriel Fernàndez (Socialisme, Catalunya i Llibertat)
9. Magda Casamitjana (Nova Esquerra Catalana)
10. Eloïsa Chamarro (ERPV)

## Nom per territori als Països Catalans
| Territori     | Denominació                                                                            |
| ------------- | -------------------------------------------------------------------------------------- |
| Catalunya     | Esquerra Republicana-Nova Esquerra Catalana-Catalunya Sí-L'Esquerra pel dret a decidir |
| País Valencià | Esquerra Republicana-L'Esquerra pel dret a decidir                                     |
| Illes Balears | Esquerra Republicana-L'Esquerra pel dret a decidir                                     |

## Resultats electorals
Per territoris, els resultats de les eleccions al Parlament Europeu de 2014 van ser els següents: 
| Territori     | Vots   | % vots | Posició |
| ------------- | ------ | ------ | ------- |
| Catalunya     | 594149 | 23,67% | 1r.     |
| Illes Balears | 19566  | 7,25%  | 5º      |
| País Valencià | 8092   | 0,46%  | 13r.    |